# Nix (måne)

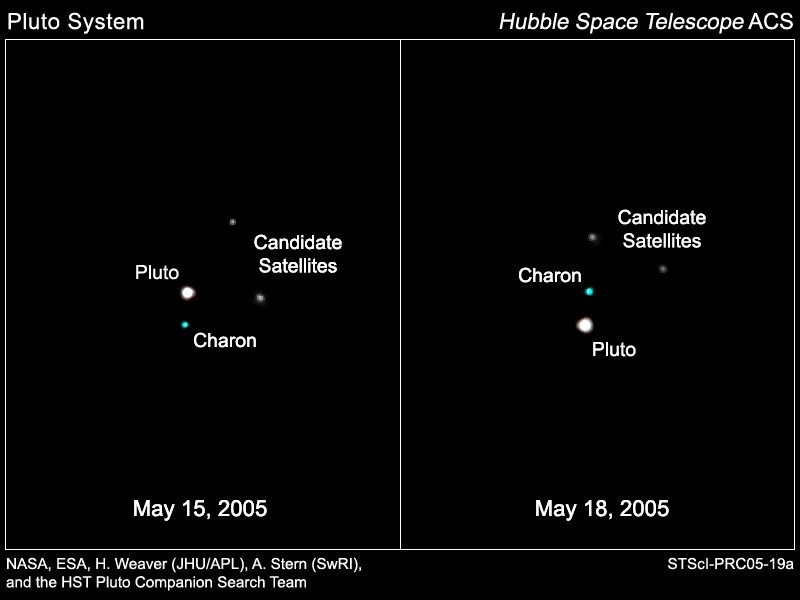
Upptäcktsbilden av S/2005 P 2.

Nix (S/2005 P2) är en av dvärgplaneten Plutos fem kända månar. Nix följer en cirkulär bana i samma plan som Charon. Nix avbildades, tillsammans med Pluto och dess övriga månar av rymdsonden New Horizons som flög förbi Plutosystemet i juli 2015.

## Upptäckt
Nix upptäcktes med Hubbleteleskopet av Pluto Companion Search Team i juni 2005. Pluto Companion Search Team bestod av Hal A. Weaver, S. Alan Stern, Max J. Mutchler, Andrew J. Steffl, Marc W. Buie, William J. Merline, John R. Spencer, Eliot F. Young och Leslie A. Young. Vid samma tillfälle upptäcktes ytterligare en av Plutos månar, Hydra.
Upptäckarbilderna togs den 15 maj och 18 maj 2005. Månen sågs för första gången av Max J. Mutchler den 15 juni samma år. Man tillkännagav upptäckten, när man hade bekräftat att månen fanns där, den 31 oktober 2005.

## Namngivning
Namnet kommer av den grekiska natt-gudinnan Nyx, men stavningen ändrades eftersom ett jordnära objekt redan hade fått det namnet, asteroiden 3908 Nyx. Namnet tillkännagavs den 21 juni 2006 av den Internationella astronomiska unionen (IAU). Tillsammans med namnet på Plutos tredje måne, Hydra, blev det initialerna för rymdsonden New Horizons som gör ett besök vid Pluto 2015. Den valda stavningen har sagts vara ”egyptisk” stavning för Nyx. medan andra påstår att det är en spansk översättning av det grekiska namnet.

## Fysikaliska egenskaper
Nix har uppmätts till 54 × 41 x 36  km i diameter, vilket tyder på en mycket långsträckt form, och ett mycket högt geometriskt albedo. I den bild där Nix upptäcktes är den 6.300 gånger svagare än Pluto.
Tidigare forskning tycktes visa att Nix var rödaktig som Pluto och olik de andra månarna, men senare rapporter visar att Nix är grå likt de övriga månarna. New Horizons upptäckte ett stort område med en tydligt röd nyans som omgav en stor krater, vilket kan förklara de motstridiga resultaten. Detaljerade bilder av månen har avslöjat minst sex nedslagskratrar, av vilka den största har en diameter på omkring 15 km.